# Kapisó
Kapisó (szlovákul: Kapišová) község Szlovákiában, az Eperjesi kerület Felsővízközi járásában.

## Fekvése
Felsővízköztől 5 km-re északra, a Kapisói-patak partján fekszik.

## Története
A települést 1548-ban „Capyssowa” alakban említik először. Tarkő várának uradalmához tartozott. 1711-ben lakói elmenekültek és elnéptelenedett. A 18. században fűrésztelep működött a községben. Lakói mezőgazdasággal, állattartással foglalkoztak. 1787-ben 40 házában 249 lakos élt.
A 18. század végén Vályi András így ír róla: „KAPISOVA. Orosz falu Sáros Várm. földes Ura G. Aspermont Uraság, lakosai katolikusok, és ó hitűek, fekszik Bártfához egy mértföldnyire, Dupsinhoz sem meszsze, mellynek filiája, határja közép nemű, fája van, vagyonnyaik külömbfélék.”
1828-ban 46 háza volt 342 lakossal.
Fényes Elek 1851-ben kiadott geográfiai szótárában így ír a faluról: „Kapissó, Sáros v. orosz falu, a makoviczi uradal., Duplon fil. 32 római, 300 g. kath., 2 evang., 9 zsidó lak. Nagy erdő, tehenészet. Ut. post. Orlik.”
Erdőgazdaságát és fűrészüzemét 1912-ben alapították. 1914–1915-ben a falu területén súlyos összecsapások voltak az orosz és osztrák-magyar haderő között. 1920 előtt Sáros vármegye Felsővízközi járásához tartozott.
1944 októberében a duklai hadműveletek során a falu majdnem teljesen megsemmisült. A háború után újjáépítették.

## Népessége
| Év:            | 1994. | 2004.    | 2014.    | 2024.   |
| -------------- | ----- | -------- | -------- | ------- |
| Emberek száma: | 342   | 377      | 424      | 457     |
| Eltérés:       |       | +10,23 % | +12,46 % | +7,78 % |

| Év:            | 2023. | 2024.   |
| -------------- | ----- | ------- |
| Emberek száma: | 461   | 457     |
| Eltérés:       |       | -0,86 % |

1910-ben 228, túlnyomórészt ruszin lakosa volt.
2001-ben 381 lakosából 320 fő szlovák, 38 cigány és 16 ruszin volt.
2011-ben 411 lakosából 259 fő szlovák, 72 ruszin és 63 cigány.

## Nevezetességei
- A Nagyboldogasszony tiszteletére szentelt görögkatolikus temploma 1892-ben épült.
- A duklai tankcsata emlékműve.